# Luis de Amesti
Luis Urbano de Amesti Casal (1892-1992) fue un historiador y escritor chileno, divulgador de la historia de las provincias de O'Higgins y Colchagua.

## Biografía

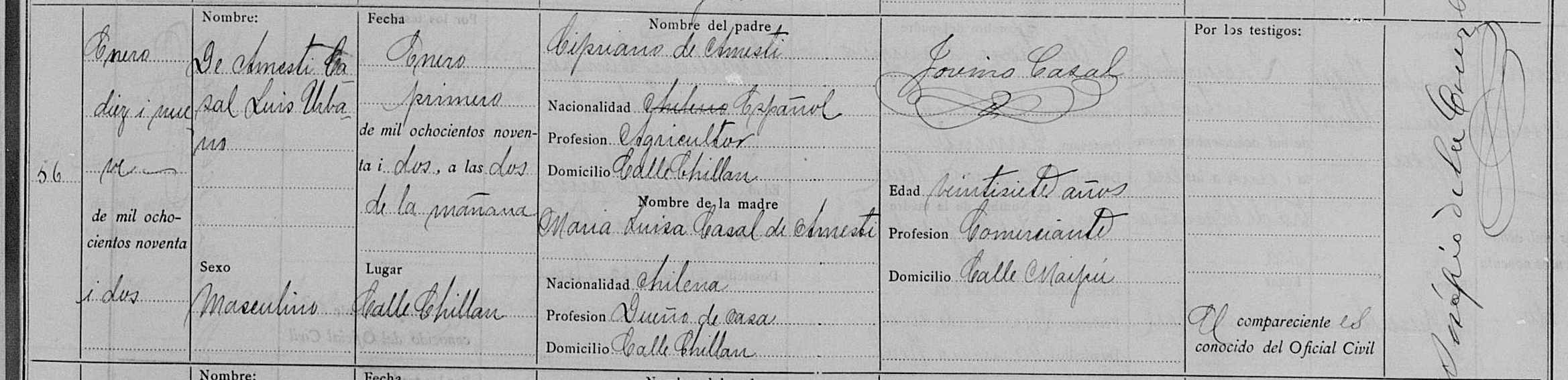
Registro de nacimiento de Luis de Amesti

Nació en San Fernando, antigua provincia de Colchagua, el 1 de enero de 1892, hijo del agricultor Cipriano de Amesti Embeita y Luisa Casal Hidalgo. Su padre era un antiguo combatiente de las milicias carlistas que emigró a Chile. Realizó sus estudios humanísticos en el Internado Nacional Barros Arana. Concluida su etapa escolar, ingresó a trabajar a la oficina de San Fernando de la Caja Nacional de Ahorros.
Se especializó en temas históricos destacando entre sus obras: "Fundación de La Villa de San Fernando de Tinguiririca", "San Antonio de Malloa", "La Divisa Vizcaína y su Evolución", "Chile y la Expedición Libertadora del Perú", "La Estancia de Don Carlos en Chile" e "Historia de Colchagua". En el caso de esta última obra, sólo alcanzó a publicar un tomo en 1926, con el título de "Las Casas Troncales" y aborda la genealogía de las primeras casas fundadoras colchagüinas.
Fue miembro de la Real Academia de Historia, la Sociedad Chilena de Historia y Geografía y la Academia Chilena de la Historia del Instituto de Chile. En 1928 fue miembro fundador del Rotary Club de San Fernando, del cual fue tesorero.
Falleció el 24 de julio de 1992 en Santiago a la edad de 100 años y siete meses.